# Marie-Hélène Schwartz
Pour les articles homonymes, voir Schwartz.
Marie-Hélène Schwartz (27 octobre 1913 à Paris - 5 janvier 2013 à Paris) est une mathématicienne et universitaire française, connue pour ses travaux portant sur  le calcul de nombres caractéristiques associés à des espaces avec singularités,.

## Biographie

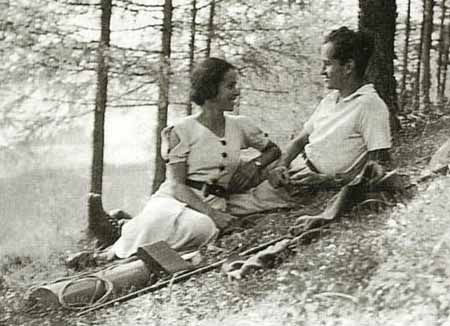
Marie-Hélène Lévy avec Laurent Schwartz.

Marie-Hélène Lévy naît en 1913. Son père est le mathématicien Paul Lévy. Elle commence des études à l'École normale supérieure en 1934, mais contracte la tuberculose en 1935 qui la force à arrêter ses études.
Elle épouse le mathématicien Laurent Schwartz (1915-2002) en 1938, et entre dans la clandestinité peu après, pendant l'Occupation. Après la guerre, elle enseigne à l'université de Reims-Champagne-Ardenne et soutient une thèse sur des généralisations de la formule de Gauss-Bonnet. En 1964, elle devient professeur à l'université de Lille, d'où elle prend sa retraite en 1981.

## Travaux mathématiques
Jean-Paul Brasselet distingue dans son parcours « quatre périodes dont les thèmes couvrent successivement les fonctions d'une variable complexe, la théorie d'Ahlfors et la classe d’Euler, les champs radiaux et le théorème de Poincaré–Hopf pour les variétés singulières, enfin les classes caractéristiques des variétés singulières ». Cette référence présente une analyse détaillée de ses travaux et liste 11 de ses publications.

## Hommages
Une conférence est organisée en son honneur à Lille en 1986, et une journée de conférences à Paris honore son 80e anniversaire en 1993, au cours de laquelle elle fait un exposé de deux heures. Elle continue à publier ses travaux mathématiques jusqu'à l'âge de 87 ans, notamment un livre. La Gazette des mathématiciens publie un hommage à Marie-Hélène Schwartz en 2004.